# Szmokvica (Gevgelija)
Szmokvica (macedónul: Смоквица) település Észak-Macedóniában, a Délkeleti körzet Gevgelijai járásában.

## Népesség
| Lakosok száma | 521  | 513  | 523  | 493  | 416  | 354  | 326  | 263  | 190  |
|               | 1948 | 1953 | 1961 | 1971 | 1981 | 1991 | 1994 | 2002 | 2021 |

2002-ben 263 lakosa volt, akik mindannyian macedónok.